# Elena Radonicich
Elena Radonicich, née le 5 février 1985 à Moncalieri, est une actrice italienne

## Biographie
Elena Radonicich naît à Moncalieri d'un père italien d'origine germano-slave et d'une mère italienne. Elle obtient son diplôme en 2009 au Centro sperimentale di cinematografia de Rome. 
De 2005 à 2011 elle joue au théâtre et accepte quelques rôles à la télévision, et commence au cinéma dans Tutti al mare (it) de Matteo Cerami. En 2012 elle est protagoniste de Workers - Pronti a tutto (it) puis de Tutto parla di te, où elle interprète une jeune mère en difficulté. 
En 2018, elle participe au Festival de Cannes 2018 avec le film In My Room, candidat au Prix Un Certain Regard.

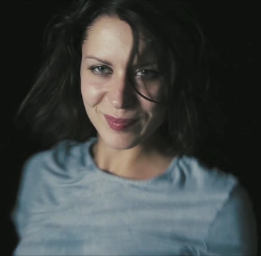
Elena en 2017

En 2019 elle joue dans le court-métrage La strada vecchia, qui remporte le prix du meilleur court-métrage dans le concours "I Love G.a.i" de la Mostra de Venise 2019. 
En 2022, elle joue dans le film sur la vie du compositeur Josef Mysliveček, Il Boemo, candidat à l'Oscar du meilleur film international pour la Tchéquie.

### Vie familiale
Elle a été proche de l'acteur Gaetano Bruno, avec lequel elle a eu une fille en 2015, Anna,

## Filmographie

### Cinéma
- 2008 : Il solitario (it), de Francesco Campanini
- 2009 : L'ultima cena, court-métrage de Piero Messina
- 2011 : Tutti al mare (it), de Matteo Cerami
- 2012 : Tutto parla di te, d'Alina Marazzi : Emma
- 2012 : Workers - Pronti a tutto (it), de Lorenzo Vignolo
- 2013 : Racconti d'amore, d'Elisabetta Sgarbi
- 2014 : Italo (it), d'Alessia Scarso[9]
- 2014 : Veruska, court-métrage de Lucio Pellegrini
- 2015 : Alaska, de Claudio Cupellini
- 2015 : Banat - Il viaggio (it), d'Adriano Valerio
- 2016 : Senza lasciare traccia (it), de Gianclaudio Cappai
- 2017 : Metti una notte, de Cosimo Messeri
- 2018 : Fabrizio De André - Principe libero, de Luca Facchini
- 2018 : In My Room, d'Ulrich Köhler
- 2108 : Il mangiatore di pietre, de Nicola Bellucci
- 2019 : I nomi del signor Sulčič, d'Elisabetta Sgarbi
- 2019 : Genitori quasi perfetti, de Laura Chiossone
- 2019 : La strada vecchia, court-métrage de Damiano Giacomelli
- 2021 : Una relazione, de Stefano Sardo
- 2022 : Il Boemo, de Petr Václav

### Télévision (sélection)
- 2008 : I liceali 2, série télévisée de Francesco Amato
- 2013 : Adriano Olivetti - La forza di un sogno (it), mini-série télévisée de Michele Soavi
- 2015 : 1992, série télévisée de Giuseppe Gagliardi : Giulia Castello, journaliste et sœur de Veronica
- 2016 : Luisa Spagnoli (it), mini-série télévisée de Lodovico Gasparini
- 2017 : La porta rossa, série télévisée de Carmine Elia : Stella Mariani, policière[7]
- 2017 : 1993 (it), série télévisée de Giuseppe Gagliardi
- 2018 : Fabrizio De André - Principe libero, mini-série télévisée de Luca Facchini : Enrica "Puny" Rignon, première femme de Fabrizio de André[10]
- 2019 : Il commissario Montalbano, série télévisée d'Alberto Sironi, épisode : A l'autre bout du fil (L’altro capo del filo)
- 2022 : Sopravvissuti (it), série télévisée de Carmine Elia : Titti Morena[11]

### Séries web
- 2012 : Kubrick - Una storia porno, de Ludovico Bessegato
- 2014 : Dirsi addio, de Simone Gandolfo

## Programmes télévisés
- 2008, 2010, 2011 : Stracult (it), de Luca Rea et David Emmer
- 2008 : Black Box (it) - Ogni volta, de Ivan Silvestrini
- 2011 : Base Luna (it), de Luca Rea

## Théâtre
- 2005 : Sogno di una notte di mezza estate, mise en scène de Barbara Braconi
- 2008 : Che vuoi farci, bisogna vivere! (Zio Vanja), mise en scène d'Eljana Popova
- 2008 : It's a lovely place (Molto rumore per nulla), mise en scène d'Eljana Popova
- 2008 : Una giornata particolare, mise en scène de Pierluigi Cuomo
- 2009 : Cinque pezzi facili/Partitura incompiuta per pianola meccanica, mise en scène d'Eljana Popova
- 2009 : Il panico, mise en scène de Manuela Cherubini
- 2009 : L'inappetenza, mise en scène de Manuela Cherubini
- 2010 : Prenotazione... Andrea Bisseu, mise en scène d'Alessandro Carvaruso
- 2011 : Anestesia totale, mise en scène de Stefania De Santis
- 2019 : Le nuove isole, mise en scène de Stefano Cioffi
- 2019 : L'onore perduto di Katharina Blum, mise en scène de Franco Però

## Publicité
- 2009 : Barilla, sous la direction de Javier Blanco
- 2017 : Conto BancoPosta, sous la direction de Luciano Podcaminsky

## Vidéoclip
- 2012 : Nina avec le groupe Baroque (it)

## Audiolivres
- 2019 : Donne che comprano fiori de Vanessa Montfort, lu par Elena Radonicich, Emons Audiolibri
- 2019 : Addio fantasmi de Nadia Terranova, lu par Elena Radonicich, Einaudi
- 2022 : Il corpo in cui sono nata de Guadalupe Nettel, lu par Elena Radonicich, Emons Audiolibri

## Récompenses
- 2009 : Cittadella del corto
  - Meilleure actrice pour le court-métrage La determinazione dei generi
- 2012 : Festival international du film de Rome
  - Meilleure production CinemaXXI
  - Meilleure réalisation CinemaXXI
- 2022 - Galà Cinema Fiction
  - Prix spécial actrice de cinéma